# 天定 (大理)
天定（1251年—1254年）是大理国皇帝段兴智的年号，共计使用4年。
段兴智年号，雲南文獻大多只记有「天定」一個年号，而胡蔚《南詔野史》作「利正、兴正、天定」三個年號，李兆洛《纪元编》作「天定、利正、兴正」。1972年由雲南大理五华楼遗址出土《故大师白氏墓碑铭》有「天定三年癸丑」字樣，推知天定元年为1251年，三年為1253年，則段兴智只有天定一个年号。
李家瑞认为“以元廷在段兴智死时追赠他为‘天定贤王’言之，天定可能不是第一纪元。...计在位四年，利正、兴正、天定各一年。”而张增祺认为大理诸王即位当年不改元，段兴智在位三年多。而1964年在大理出土的《故正直温良恭谦和尚墓碑》载有“天定二年”，据此认为胡氏《野史》所载改元三次不确。又认为正因为段兴智只有一个天定年号，因此才会被封为“天定贤王”。李崇智据《仁义道济大师墓铭》认为，元兵1253年破大理时年号为天定，该年十二月段兴智出逃，次年春被俘。时间短促，不可能再改元。而段兴智有年号的时间只有2年多一点，《故正直温良恭谦和尚墓碑》上已经有天定二年，因此之前也不会有年号。
起訖年，方詩銘、李崇智作1252年－1254年，李家瑞作1254年，段玉明作1251年－1254年，王雲、黃德榮作1251年－1253年。

## 年號及改元出處
- 倪輅《南詔野史》：「宋理宗時立，改元天定。宋寶祐元年（1253），……元兵入上關，虜段興智。」
- 胡蔚《增訂南詔野史》：「南宋理宗辛亥淳祐十一年（1251）即位，明年（1252）改元利正，又改元興正、天定。（1251）明年，南宋理宗癸丑寶祐元年（1253），為蒙古憲宗之三年，忽必烈班師。大將兀良合台拔鄯闡，獲興智以獻，（1251）計興智在位二年。」
- 王崧《雲南備徵志》：「宋理宗淳祐十一年（1251）即位，改元天定。十二年壬子即宋寶祐元年（1252），……二月，元兵入大理上關，虜興智。」
- 諸葛元聲《滇史》：「段氏二十二世智興，以宋理宗淳祐十二年辛亥即元憲宗元年（1251）立，改元天定。」
- 李京《雲南志略》：「子興智立，改元天定，是歲壬子（1252）。越明年（1253），欽遇我世祖皇帝由吐蕃、麗江入，興智舉國出奔，至鄯闡，被擒。」
- 楊慎《滇載記》：「興智以元憲宗元年（1251）立，改元天定。」
- 馮蘇《滇考》：「興智嗣，改元天定，時宋淳祐十二年（1251），即元憲宗元年也。」
- 《白古通記淺述》：「〔寶祐〕二年（1254），……遂擒興智。」
- 李兆洛《紀元編》：「段興智〈祥興子〉，天定〈淳祐十一年。滅于元〉利正，興正。」
- 《故大師白氏墓碑銘》：「至天定三年癸丑，天軍南下。」[8]

## 紀年對照表
| 天定 | 元年   | 二年   | 三年   | 四年   |
| ---- | ------ | ------ | ------ | ------ |
| 公元 | 1251年 | 1252年 | 1253年 | 1254年 |
| 干支 | 辛亥   | 壬子   | 癸丑   | 甲寅   |

## 同期存在的其他政权年号
- 中國
  - 淳祐（1241年－1252年）：宋－宋理宗趙昀之年號
  - 寳祐（1253年－1258年）：宋－宋理宗趙昀之年號
- 越南
  - 天應政平（1232年－1254年）：陳朝－陳太宗陳日煚之年號
  - 元豐（1254年－1258年）：陳朝－陳太宗陳日煚之年號
- 日本
  - 建長（1249年－1256年）：後深草天皇之年号